# Beltrán (Colômbia)
Beltrán é um município da Colômbia, localizado na província Magdalena Centro, departamento de Cundinamarca.